# L'Empire de Mort
L'Empire de Mort (Empire of Death) est le huitième et dernier épisode de la nouvelle Saison 1 de la série télévisée britannique Doctor Who diffusé le 22 juin 2024 sur BBC One et Disney+.
Cet épisode est la deuxième et dernière partie du finale de la saison avec La Légende de Ruby Sunday qui a été diffusé le 15 juin 2024 sur BBC One et Disney+.

## Distribution
- Ncuti Gatwa (VFB : Maxime Van Santfoort) : Quinzième Docteur
- Millie Gibson (VFB : Marie Braam) : Ruby Sunday
- Gabriel Woolf (VFB : Claudio Dos Santos) : Voix de Sutekh
- Susan Twist (VFB : Rosalia Cuevas) : Susan Triad
- Bonnie Langford (VFB : Léonce Wapelhorst) : Mel Bush
- Jemma Redgrave (VFB : Stéphane Excoffier) : Kate Lethbridge-Stewart
- Yasmin Finney (VFB : Ludivine Deworst) : Rose Noble
- Genesis Lynea  : Harriet Harbinger
- Lenny Rush (VFB : Aidan Schlick) : Morris Gibbons
- Aidan Cook (corps) / Nicholas Briggs (voix) (VFB : Eddy Mathieu) : Le Vlinx
- Alexander Devrient (VFB : David Macaluso) : Colonel Christofer Ibrahim
- Jasmine Bayes  : Caporal Alice Sullivan
- Anita Dobson (VFB : Myriam Thyrion) : Mrs. Flood
- Michelle Greenidge (VFB : Bernadette Mouzon) : Carla Sunday
- Angela Wynter (VFB : Francine Laffineuse) : Cherry Sunday
- Sian Clifford  : Femme bienveillante
- Amol Rajan : lui-même
- Aneurin Barnard (VFB : Fabian Finckles) : Roger ap Gwilliam
- Tachia Newall  : Colonel Winston Chidozie
- Fela Lufadeju  : Bailey Sinclair
- Faye McKeever  : Louise Miller
- Tom Baker (VFB : Jean-Henri Compère) : Quatrième Docteur (extraits de Pyramids of Mars - 1975)
- Elisabeth Sladen : Sarah Jane Smith (extraits de Pyramids of Mars - 1975)

## Accroche
Le Docteur a perdu, son ennemi éternel règne en maître et une ombre plane sur la création. Rien ne peut arrêter la dévastation… sauf peut-être une femme.

## Résumé
Mel Bush aide le Docteur à fuir Susan Triad. Susan et Harriet Arbinger tuent tout le monde, y compris tout le personnel de UNIT, en libérant la poussière de mort de Sutekh. La mère adoptive de Ruby, Carla, sa grand-mère Cherry et Mrs. Flood sont également tuées. Le Docteur et Mel retrouvent Ruby dans la fenêtre temporelle alors que Sutekh arrive, perché sur le toit du TARDIS du Docteur.
Sutekh révèle que lorsque le Docteur l'a vaincu précédemment, il s'est accroché au TARDIS et est devenu plus puissant. Il explique que la poussière se répand partout où le TARDIS a atterri grâce à des copies de Susan. Le Docteur se rend compte que lui et Ruby peuvent utiliser leurs souvenirs pour créer un "Memory TARDIS", que le duo et Mel utilisent pour fuir.
Le Docteur utilise une "corde intelligente" spéciale pour stabiliser le "Memory TARDIS". Il rend visite à une femme qui lui offre une cuillère qu'il utilise pour réparer un moniteur de la fenêtre temporelle. Le moniteur répond aux souvenirs de Ruby et lui montre une interview de 2046 avec Roger ap Gwilliam, le "Premier Ministre le plus dangereux de l'histoire".
Le Docteur se rend compte que parce que Gwilliam a rendu les tests ADN obligatoires, il peut retrouver la mère biologique de Ruby. Sutekh ne fait que maintenir le duo en vie parce qu'il s'intéresse également à l'identité de la mère de Ruby. Le Docteur, Ruby et Mel visitent 2046 et recherchent les enregistrements ADN de la mère de Ruby. Pendant qu'ils font ça, Mel est transformé en serviteur de Sutekh et ramène tout le monde au QG de UNIT.
Sutekh attaque le Docteur et pour le faire arrêter, Ruby dit qu'elle montrera à Sutekh le nom de sa mère. Ruby détruit à la place le moniteur contenant l'identité et attache la corde intelligente à son collier. Le Docteur utilise un sifflet pour activer un propulseur de fusée depuis la console du TARDIS, l'amenant vers lui et vaporisant Harriet Arbinger dans le processus. Il attache l'autre extrémité de la corde à sa console, entraînant Sutekh à travers le vortex temporel, le forçant à défaire toutes les morts qu'il a causées, y compris celles du personnel de UNIT, la mère et la grand-mère de Ruby, ainsi que Mrs. Flood. Malgré son pacifisme avoué, le Docteur se proclame "monstre" et tue Sutekh en le relâchant dans le vortex temporel, où il se désintègre.
Par la suite, UNIT est en mesure d'identifier la mère biologique de Ruby, qui se révèle être une femme ordinaire qui avait 15 ans quand elle a abandonné Ruby pour cause de son âge et de sa situation familiale. Le Docteur explique que la mère biologique de Ruby était une femme normale et qu'elle était considérée comme importante uniquement parce qu'ils la croyaient ainsi. Les événements mystérieux autour de Ruby semblent avoir été le résultat du fait que Sutekh supposait que la mère de Ruby détenait la clef pour le vaincre et pensait que Ruby était plus puissante qu'elle ne l'était réellement.
Le Docteur emmène Ruby voir sa mère et elles se retrouvent. Ruby apprends que son père biologique a été retrouvé et se décide a aller le voir laissant le Docteur partir seul après un au revoir. Mrs. Flood explique au public que, même si Ruby a connu une fin heureuse, l'histoire du Docteur se terminera dans une "terreur absolue".

## Continuité
- Le TARDIS mémoire, présent dans Tales of the TARDIS, apparaît dans l'épisode.
- Dans le "Memory TARDIS", Mel trouve et étreint un manteau multicolore et un nœud papillon du Sixième Docteur.
- Ruby connait finalement l'identité de ses parents, ce qu'elle cherche depuis L'église de Ruby Road.
- Ruby fait à nouveau tomber de la neige lorsqu'elle se concentre sur son désir de trouver sa mère, comme dans plusieurs épisodes de la saison.
- Le Docteur a déjà utilisé des cuillères : le Septième Docteur les utilisait comme instrument de musique dans Time and the Rani et le Douzième Docteur s'est battu contre Robin des Bois avec une cuillère dans Robot des Bois. Le Treizième Docteur a même fait fondre des cuillères pour fabriquer son tournevis sonique.
- Le Quatrième Docteur aimait utiliser un sifflet avec K-9.
- Les Cloches du Cloître du TARDIS peuvent être entendue, ce qui indique un grand danger.
- Ruby peut voir la première rencontre du Docteur, alors accompagné de Sarah Jane Smith, avec Sutekh dans Pyramids of Mars via le moniteur de la Fenêtre Temporelle.
- Le Docteur utilise les gants intelligents à nouveau, faisant remarquer à Ruby qu'il les utilisait la première fois qu'ils se sont rencontrés, dans L'église de Ruby Road.
- Il est révélé que le rayon du filtre de perception du TARDIS est de 66.7 m, soit 73 yards (73 Yards)